# Semiothisa ostia
Semiothisa ostia là một loài bướm đêm trong họ Geometridae.